# 오세근
오세근(吳世根, 1987년 5월 20일 ~ )은 대한민국의 농구 선수이다. 신장은 200cm이며, 체중은 105kg이다. 포지션은 포워드 센터이며, 인천안남중학교-제물포고등학교-중앙대학교를 거쳐 2011년 1월 31일 2011~2012 시즌 신인 드래프트에서 전체 1순위로 안양 한국인삼공사에 지명되었는데 처음 시작할 당시 포지션은 파워포워드였으나 대학에서 센터를 볼 선수가 없어 센터로 잠깐 변신하기도 했다.

## 선수생활
데뷔 첫 해에 팀을 챔피언으로 등극시키며 신인왕을 수상받았다. 또한 '괴물 신인, 라이온 킹'이라는 별명까지 얻게 되었는데 2014년 아시안게임 우승으로 상무에서 조기 전역하기도 했다.
2015년 9월 8일, 불법 스포츠 도박으로 무기한 출전 정지 처분을 받았다. 그 후 KBL은 무기한 출전정지 기간을 포함하여 20경기 출전정지, 사회봉사, 벌금 950만원의 징계를 내렸다.
2016-2017시즌에는 팀동료 이정현과 함께 팀의 통합우승을 이끌었다. 시즌 종료후 정규리그 MVP를 수상하였으며 고등학교 1학년 때부터 11번을 달고 경기에 뛰었지만 첫 소속팀(KGC인삼공사)에서 호흡을 맞춘 양희종 등번호라 14번을 원했으나 우여곡절 끝에 41번을 달았으며  15번보다 큰 등번호를 사용할 수 없는 국가대표에서는 41을 뒤집어 14번을 입는다.

## 학력
- 중앙대학교
- 제물포고등학교
- 인천안남중학교
- 영화초등학교